# Sobrevuelo (vuelo espacial)

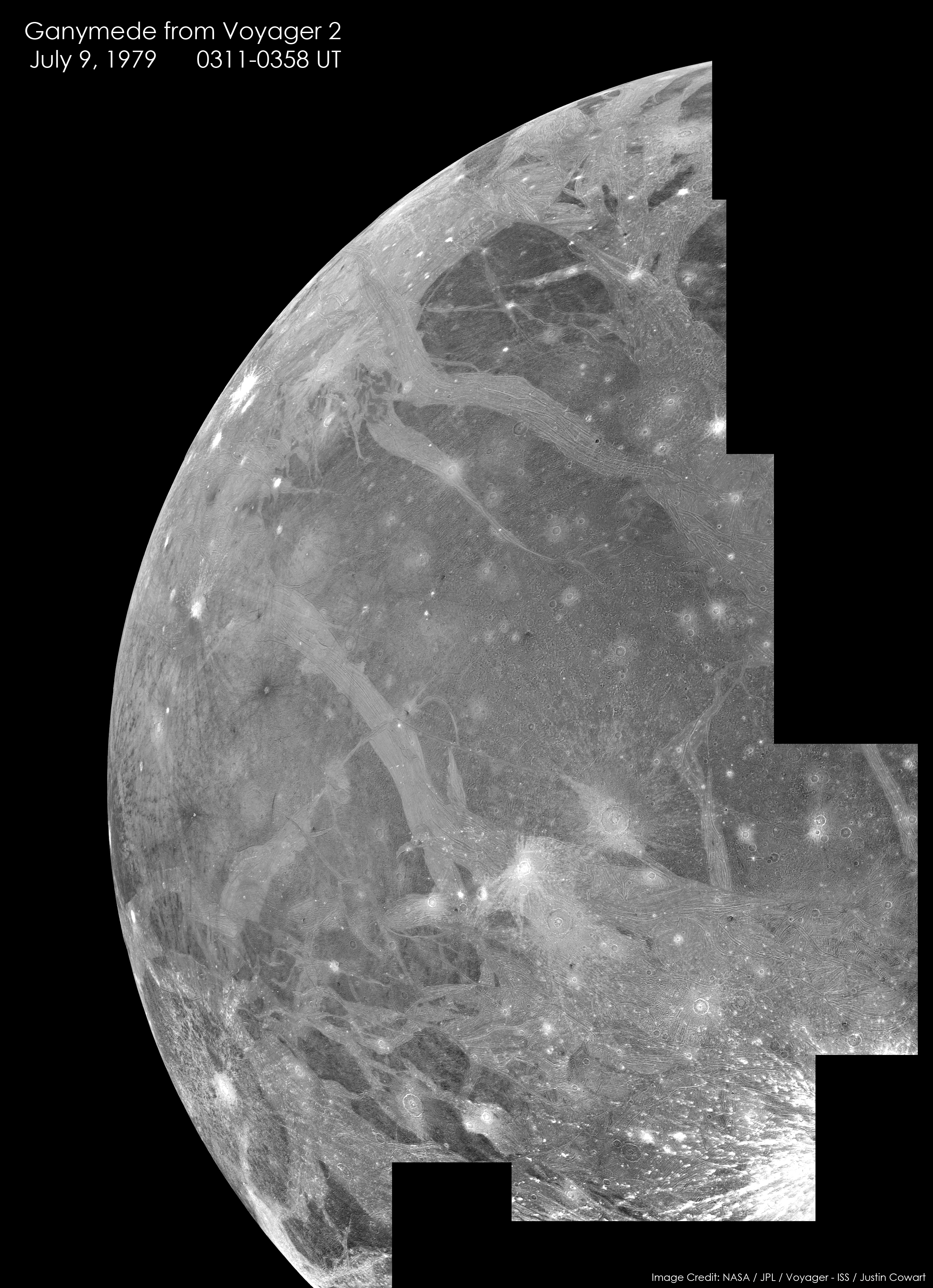
Imágenes recogidas por el Voyager 2 de Ganímedes durante su sobrevuelo del sistema joviano

La nave espacial Galileo encuentra el asteroide 243 Ida

Un sobrevuelo es una operación de vuelo espacial en la que una nave espacial pasa cerca de otro cuerpo, normalmente un objetivo de su misión de exploración espacial o una fuente de asistencia gravitatoria para impulsarla hacia otro objetivo. Las naves espaciales diseñadas específicamente para este propósito se conocen como naves espaciales de sobrevuelo, aunque el término también se ha utilizado en relación con los sobrevuelos de asteroides a la Tierra, por ejemplo. Los parámetros importantes son el tiempo y la distancia de máxima aproximación.

## Sobrevuelo de naves espaciales
Las maniobras de sobrevuelo pueden realizarse con un planeta, un satélite natural o un objeto no planetario, como un pequeño cuerpo menor del Sistema Solar.
Se han producido sobrevuelos planetarios con Marte o la Tierra, por ejemplo:
- Sobrevuelos de Marte

Un ejemplo de sobrevuelo de un cometa es cuando el International Cometary Explorer (antes ISEE-3) pasó a unos 7700 km del núcleo del cometa Giacobini-Zinner en septiembre de 1985.
Otra aplicación del sobrevuelo es la de la Luna de la Tierra, que suele llamarse sobrevuelo lunar. La nave Apolo 13 sufrió la explosión de un tanque de oxígeno, por lo que tuvo que realizar un sobrevuelo alrededor de la Luna. El proyecto Artemis 2 y el proyecto dearMoon incluirá un sobrevuelo lunar.

### Marte

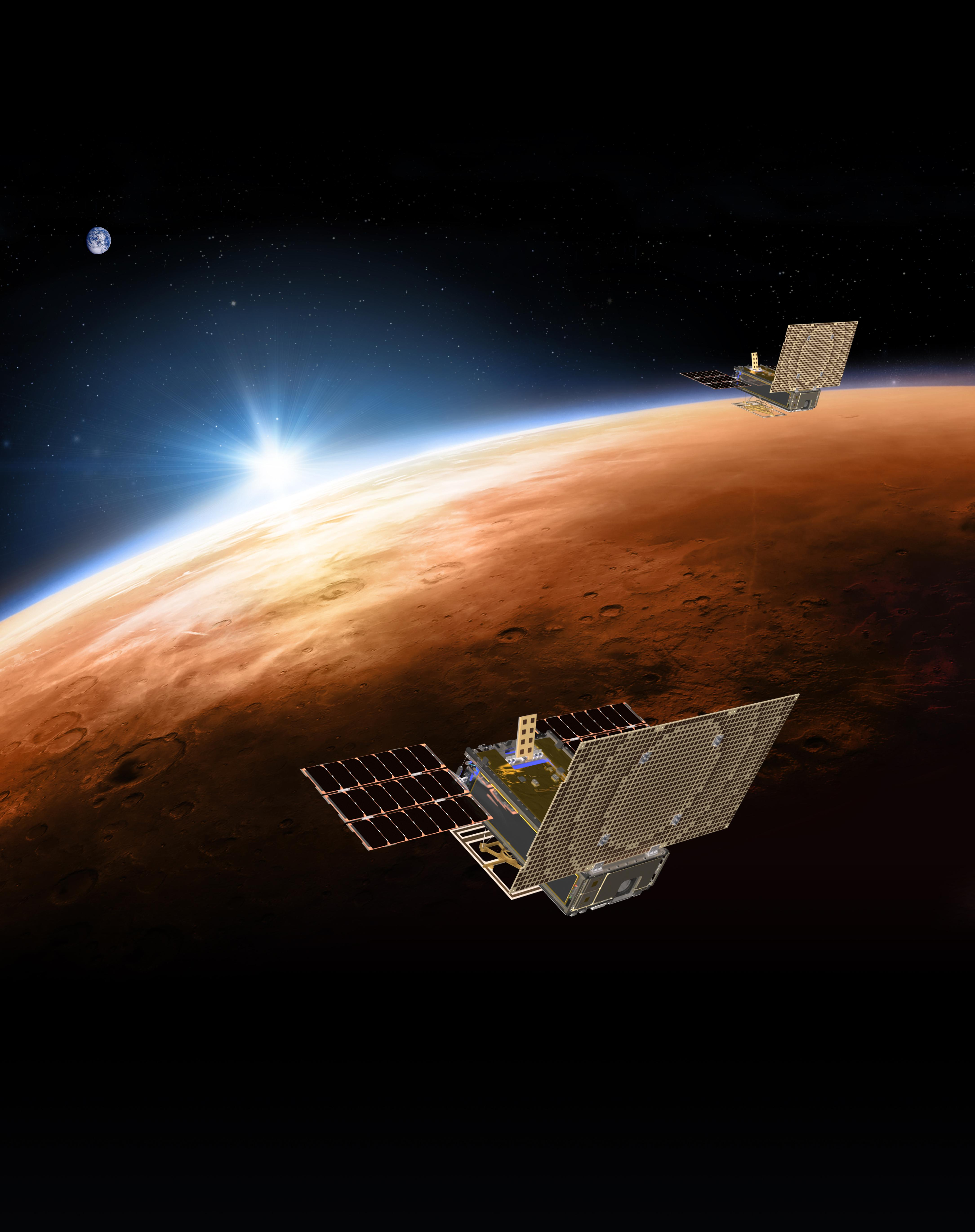
Ilustración del Mars Cube One de sondas de relevo de cubos 6U y demostradores de tecnología para el módulo de aterrizaje de InSight en Marte; los sobrevuelos proporcionaron apoyo de comunicación de tubería doblada durante el aterrizaje en 2018.

En lo que respecta a los sobrevuelos de Marte, un concepto relacionado es el encuentro en Marte, en el que una nave espacial no entra en órbita sino que se encuentra antes o después de un sobrevuelo del planeta con otra nave espacial. El encuentro en Marte se evaluó en el Centro de Naves Espaciales Tripuladas de la NASA en la década de 1960. En esa época, la NASA desarrolló diseños para una combinación de un módulo de aterrizaje en Marte, un hábitat de superficie de corta duración y un vehículo de ascenso llamado Módulo de Excursión a Marte (MEM); la etapa de ascenso realizaba el encuentro con otra nave espacial que realizaba un sobrevuelo de Marte sin entrar en órbita ni aterrizar. En comparación con el MOR, un encuentro en vuelo significa que una nave espacial no tiene que orbitar Marte, por lo que los recursos necesarios en un viaje de regreso a la Tierra no se toman dentro y fuera de la órbita de Marte.
El sobrevuelo del Mariner 4 a Marte en julio de 1965 proporcionó datos atmosféricos más precisos sobre Marte y vistas mucho más cercanas de su superficie que antes.
El sobrevuelo de Marte por la Mariner 6 y 7 en 1969 supuso otro avance en el conocimiento del planeta. Los resultados de los radiómetros infrarrojos del Mariner 6 y 7 mostraron que la atmósfera de Marte estaba compuesta principalmente por dióxido de carbono (CO2), y también pudieron detectar trazas de agua en la superficie de Marte.
En 2018, el gemelo Mars Cube One realizó un sobrevuelo para retransmitir la comunicación para el aterrizador InSight EDL (fueron lanzados hacia Marte con la etapa de crucero que llevaba el aterrizador InSight). Ambos MarCOs llegaron a Marte y transmitieron con éxito datos durante la fase de Entrada, Descenso y Aterrizaje de Insight el 26 de noviembre de 2018.
Mientras tanto, Tianwen-1 Deployable Camera, tomó imágenes de Tianwen-1 en su tránsito hacia Marte, en septiembre de 2020 y realizó un sobrevuelo de Marte alrededor del 10 de febrero de 2021 según su trayectoria pensada para Marte, antes de entrar en el espacio profundo o en una órbita solar.

### Cinturón de Kuiper
La nave espacial New Horizons tenía previsto sobrevolar el objeto del cinturón de Kuiper 486958 Arrokoth el día de Año Nuevo de 2019, tras su exitoso sobrevuelo del planeta enano Plutón en 2015.
En la noche del 31 de diciembre de 2018 a la mañana del 1 de enero de 2019 New Horizons realizó el sobrevuelo más lejano hasta la fecha, del objeto del cinturón de Kuiper Arrokoth. New Horizons hizo previamente un sobrevuelo de Plutón en julio de 2015, y eso fue a unas 32.9 UA (unidades astronómicas) del Sol, mientras que el sobrevuelo del día de Año Nuevo de 2019 del objeto Kuiper Arrokoth fue a 43.6 UA.

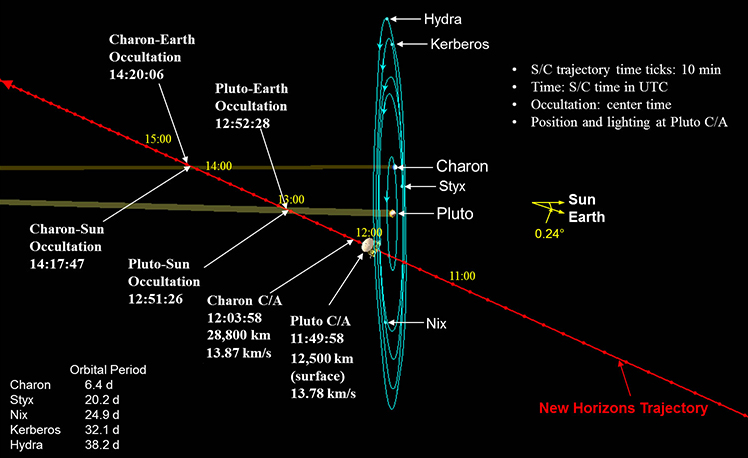
Diagrama de la trayectoria de New Horizons durante su sobrevuelo de Plutón

### Cassini

Animación de la trayectoria de Cassini alrededor de Saturno desde el 1 de mayo de 2004 hasta el 15 de septiembre de 2017

Cassini-Huygens (lanzada en 1997), que orbitó Saturno (desde 2004 hasta 2017) realizó sobrevuelos de muchas de las lunas de Saturno, incluida Titán. Cassini-Huygen realizó su primer sobrevuelo de Titán en octubre de 2004.
Cassini realizó muchos sobrevuelos a distintas distancias de las lunas de Saturno. Logró 126 sobrevuelos de Titán, y su último sobrevuelo cercano fue el 22 de abril de 2017 antes de su retirada.
Una animación de la trayectoria de la nave espacial Cassini alrededor de Saturno a lo largo de 10 años, durante los cuales pasó de cerca por muchas lunas de Saturno, está a la derecha.

### Cometas

Sobrevuelo del cometa Hartley 2 el 4 de noviembre de 2010 (misión EPOXI)

El Explorador Internacional de Cometas (ISEE-3) pasó por la cola de plasma del cometa Giacobini-Zinner haciendo un sobrevuelo a la distancia de 7800 km del núcleo el 11 de septiembre de 1985.
En 2010, la nave Deep Impact, en la misión EPOXI, realizó un sobrevuelo del cometa Hartley 2.

## Sobrevuelo natural

Durante el sobrevuelo de un asteroide a la Tierra, a veces se obtienen imágenes por radar. Animación de 2014 JO 25, que tuvo un sobrevuelo de la Tierra en 2017

El término "Sobrevuelo" también se utiliza a veces de forma imprecisa para describir, por ejemplo, cuando un asteroide se aproxima a la Tierra y la bordea.
Este fue también el término utilizado cuando un cometa pasó por encima de Marte en 2014.
P/2016 BA14 fue fotografiado por radar a una distancia de 3 500 000 km de la Tierra en 2016, durante su sobrevuelo. Esto permitió calcular el tamaño del núcleo en un 1 km de diámetro.
El 16 de diciembre de 2018 el cometa de período corto 46P/Wirtanen tuvo su mayor aproximación a la Tierra, acercándose a 11.4 millones de kilómetros (uno de sus mayores acercamientos a la Tierra).